# Susanna Kubelka
Pour les articles homonymes, voir Kubelka.
Susanna Kubelka von Hermanitz, née le 20 septembre 1942 à Linz et morte le 6 mai 2024 à Vienne (Autriche),  est une femme de lettres autrichienne. Elle réside à Paris à partir de 1984.

## Biographie
Susanna Kubelka est née en septembre 1942 à Linz. Après le lycée elle devient institutrice. Par la suite, elle entreprend des études universitaires de littérature anglaise. En 1977, elle passe son doctorat avec une thèse sur la représentation de la femme dans le roman de l'Angleterre du XVIIIe siècle. Plus tard, elle est journaliste pour le journal viennois Die Presse.
Pendant quatre ans, elle effectue plusieurs séjours en Angleterre et en Australie.
Après son divorce intervenu en 1981, elle établit son domicile à Paris, en 1984. 
Son premier roman Endlich über vierzig (Enfin la quarantaine) sort en 1980. Ses meilleurs succès publiés en français restent Madame rentre tard ce soir (titre original Madame kommt heute später) et Ophélie apprend à nager (titre original Ophelia lernt schwimmen de 1987), son roman le plus vendu. Das gesprengte Mieder (Le Corset libéré de 2000) est son roman le plus volumineux mais il n'est pas encore traduit en français.
Au niveau mondial, ses livres sont traduits dans 29 langues et sont publiés en Allemagne par Verlagsgruppe Lübbe, en France par Éditions Belfond et aux États-Unis par MacMillan Publishing.
Susanna Kubelka est la sœur du cinéaste expérimental Peter Kubelka.

### Livres en français
- Enfin, j'ai quarante ans !, Belfond, 1981  (ISBN 2-7144-1380-3)
- Ophélie apprend à nager, Belfond, 1991  (ISBN 2-7144-2360-4)
- Annerl, Belfond, 1995  (ISBN 2-7144-3380-4)
- Madame rentre tard ce soir, Belfond, 1996  (ISBN 2-7144-3312-X)

### Livres en allemand
- Endlich über vierzig. Der reifen Frau gehört die Welt (1980)
- Ich fang nochmal an. Glück und Erfolg in der zweiten Karriere (1981)
- Burg vorhanden, Prinz gesucht. Ein heiterer Roman (1983)
- Ophelia lernt schwimmen. Der Roman einer jungen Frau über vierzig (1987)
- Mein Wien (1990)
- Madame kommt heute später (1993)
- Das gesprengte Mieder (2000)
- Der zweite Frühling der Mimi Tulipan (2005)